# Olin Wilson
Olin Chaddock Wilson (ur. 13 stycznia 1909 w San Francisco, zm. 13 lipca 1994 w West Lafayette) – amerykański astronom.

## Życiorys
Studiował astronomię i fizykę na University of California, Berkeley, a następnie w California Institute of Technology. W 1934 roku uzyskał na Caltech stopień doktora pod kierunkiem Paula Merrilla.
Został zatrudniony w Mount Wilson Observatory, gdzie prowadził badania nad chromosferami gwiazd. Jako pierwszy wykazał, że inne gwiazdy wykazują cykle aktywności, analogiczne do cyklu aktywności słonecznej. Wspólnie z hinduskim astronomem M. K. Vainu Bappu zaobserwowali korelację pomiędzy szerokością linii widmowych a jasnością gwiazdy. Zjawisko to nazwano efektem Wilsona-Bappu.

## Wyróżnienia i nagrody
- Henry Norris Russell Lectureship (1977)
- Bruce Medal (1984)

Jego imieniem nazwano planetoidę 12138 Olinwilson